# هال بورن
هال بورن (اسپانیایی: Hal Borne‎؛ ‏ ۲۶ دسامبر ۱۹۱۱ – ۲۵ فوریهٔ ۲۰۰۰) موسیقی‌دان، آهنگساز تنظیم‌کننده، رهبر ارکستر و کارگردان موسیقی اهل ایالات متحده آمریکا بود. وی دانش‌آموختهٔ رشته موسیقی در دانشگاه ایلینوی اربانا-شمپین بود و در ساخت آهنگ یا تنظیم موسیقی برای هنرمندان بزرگی چون برادران مارکس، تونی مارتین، فرد آستر، جینجر راجرز، جروم کرن، ایروینگ برلین، دوک الینگتون، پل فرنسیس وبستر، اورسن ولز و میکی رونی مشارکت داشت. او بابت بداهه‌نوازی‌هایش با پیانو شهرت داشت و در دونوازی‌هایش با دوک الینگتون، اسپینت می‌نواخت.
از فیلم‌هایی که وی در آن‌ها نقش داشته‌است، می‌توان به وعده‌ها! وعده‌ها! اشاره نمود.